# Acianthera magalhanesii
Acianthera magalhanesii  es una especie de orquídea. Es originaria de Minas Gerais y Bahia, Brasil. Pertenece a la sección sicaria. 

## Descripción
Se caracteriza por un crecimiento cespitoso con tallos secundarios, también llamado ramicaules, con la sección superior triangular, más ancha en la base que en la hoja, inflorescencia subséssil con pocas o muchas flores , segmentos florales a menudo gruesos, o ligeramente pubescentes o papilosos en un grupo de más plantas fibrosas y resistente, con ramicaule canaliculado sin alas o con alas estrechas, que se parece a una hoja adicional. Esta especie es similar a Acianthera oligantha pero mucho más pequeña con flores más pequeñas y todo el labio, amarillo, extendido en la parte intermedia.

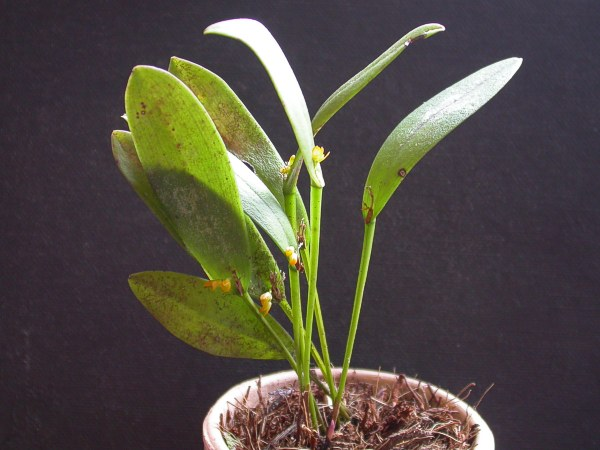
Vista de la planta

## Taxonomía
Acianthera magalhanesii fue descrita por (Pabst) F.Barros y publicado en Hoehnea 30(3): 186. 2003
Etimología
Acianthera: nombre genérico que es una referencia a la posición de las anteras de algunas de sus especies.
magalhanesii: epíteto
Sinonimia
- Pleurothallis magalhaesii Pabst	[3][4]